# Московское филаретовское епархиальное женское училище
Московское епархиа́льное Филаре́товское училище — женское учебное заведение XIX — начала XX века, преимущественно для дочерей духовенства.

## История
Основано в 1832 году по инициативе митрополита Филарета (Дроздова) для «воспитания девиц духовного звания», как воспитательное отделение при Доме призрения Горихвостова, который располагался в усадьбе Гагариных-Тютчевых в Армянском переулке (д. 11). Находилось в ведении Московского попечительства о бедных духовного звания.
Первоначально в нём воспитывались 50 сирот в возрасте 7—16 лет. В программу обучения входили: чтение, письмо, катехизис, Священная история, русская грамматика, арифметика, всеобщая история, география, церковное пение, рукоделие. В каждом из трёх отделений девочки обучались по 2 года. Учебный год начинался 1 августа и заканчивался 1 июля.
В начале 1860-х гг. по инициативе митрополита Филарета для училища было построено новое здание на территории упразднённого Заборовского подворья Чудова монастыря (Малый Харитоньевский переулок, д. 5). 13 ноября 1865 г. состоялся переезд, а также освящение домовой церкви в честь праведного Филарета Милостливого.
Правила для училища начертал сам митрополит Филарет. В состав предметов были введены черчение, космография, физика, алгебра. В 1868 г. в училище обучалось 111 сирот и 75 приходящих воспитанниц.
В 1870 г. была организована комиссия по преобразованию училища, в которую вошел цвет московского просвещённого духовенства: П. И. Капустин, Д. И. Кастальский, Г. П. Смирнов-Платонов, С. С. Владимирский, Р. А. Ржаницын, В. П. Рождественский и А. И. Любимов. Новый Устав должен был соответствовать общероссийскому Уставу епархиальных училищ. При этом, благодаря усилиям Капустина, удалось приблизить программу преподавания для светских предметов к правилам женских гимназий.
В 1875 г. при содействии митрополита Иннокентия предложенные преобразования осуществились. С этого времени «Дом воспитания» и стал полноправным «Епархиальным училищем». В училище стали принимать не только сирот, но и детей «недостаточного» московского и сельского духовенства. Была изменена программа. Введены французский язык, музыка (фортепьяно), рисование. Постепенно включались педагогика и дидактика. Педагогическую практику воспитанницы проходили в школах, образованных при училищах. Во внеклассное время воспитанницы изучали кройку, шитьё, вязание, ведение хозяйства.
В училище принимали не только дочерей духовенства: в 1877—1883 гг. здесь училась Мария Павловна Чехова, сестра писателя.
Многие выпускницы становились учительницами. В конце XIX — начале XX вв. несколько десятков выпускниц училища служили в подмосковных учебных заведениях.
Филаретовское училище было упразднено вскоре после революции 1917 года.

## Сотрудники
На должность старшей надзирательницы (начальницы) училища в 1856 году по особому распоряжению митрополита была избрана вдова профессора Московской духовной академии, Д. Г. Левитского, дочь протоиерея М. Л. Ловцова, Анна Мартыновна Левитская (1832—1912), выпускница Екатерининского института. Она преподавала французский язык, а также вела начала педагогики. Её дочери Анна и Юлия служили в училище воспитательницами.
Важнейшую роль в формировании программы преподавания, да и во всём функционировании училища сыграл его смотритель П. И. Капустин (1816—1890). В училище преподавала и его дочь Мария Платоновна Капустина, впоследствии ставшая врачом. П. И. Капустин был женат на внучатой племяннице митрополита Филарета. Помимо него в училище служили и другие родственники святителя: внучатый племянник Константин Иванович Богоявленский (1839—1913) и его сын Иван; мужья внучатых племянниц Михаил Симонович Боголюбский (1826—1902), Павел Иванович Соколов (1820—1889), Павел Васильевич Косминков (ок. 1834—1877) (настоятель домовой церкви); внук кузена Тимофей Иванович Протасов (1833—1902).
Председателем совета училища с 1875 г. был Д. И. Кастальский (1820—1891). В училище преподавали и его сыновья: инженер Всеволод Дмитриевич (1851— после 1904) — алгебру и геометрию и композитор Александр Дмитриевич (1856—1926) — музыку.
Среди преподавателей были выпускники духовных академий, учёные: Александр Кириллович Соколов (1818—1884), Илья Фёдорович Косицын (1830—1898), Арсений Иванович Разумихин (1859—после 1919), Николай Алексеевич Романский (1861 — после 1917) , Иван Алексеевич Артоболевский (1872—1938) и другие.
Церковное пение преподавали выдающиеся регенты кафедрального Чудовского хора Фёдор Алексеевич Багрецов (1812—1874) и Алексей Иванович Мечёв (1827—1906).
Фёдор Николаевич Фортунатов (1814—1872) преподавал педагогику.